# Directiva n.º 23 del Consejo de Control Aliado
La Directiva n.º 23 del Consejo de Control Aliado fue una de las medidas del proceso de desnazificación de Alemania, emprendido por los Aliados, después de la capitulación del régimen nazi el 8 de mayo de 1945. Esta Directiva tenía como objeto regular todas las actividades deportivas y en particular eliminar todos los aspectos militares de la práctica deportiva.

## Desnazificar y reconstruir
En mayo de 1945, Alemania estaba en ruinas. Todo debía ser reconstruido, no solamente las ciudades casi arrasadas por los bombardeos o los combates, sino también la infraestructura vial y ferroviaria. Los sistemas económicos y jurídicos que habían sido creados y controlados por los nazis habían sido barridos y debían reinstaurarse según los principios del Estado de Derecho. Se establecieron numerosas medidas destinadas a purgar el estado alemán de los extremistas y fanáticos que se habían instalado en todos los rincones de la nación y en todos los estratos de la sociedad alemana durante más de una década.
Esto no era diferente en los aspectos culturales y deportivos de toda la nación alemana. Muy rica en un pasado distante, pero donde todos los antecedentes habían sido influenciados y oscurecidos por la ideología del Partido Nacionalsocialista, el tejido social y cultural alemán también necesitaba ser limpiado y restablecido.
Entre las medidas destinadas a desnazificar Alemania, el Consejo de Control Aliado publica la Directiva n.º 23, que declaraba, entre otras cosas:
1. Todas las organizaciones deportivas militares o paramilitares (clubes, asociaciones, instituciones o cualquier otra organización) que existían antes de la capitulación son declaradas prohibidas.
2. La existencia de organizaciones deportivas no militares locales queda autorizada. Estas organizaciones deben estar limitadas al nivel de un distrito y no podrán traspasar los límites de ese distrito sin autorización del Comandante de la Zona. Este permiso, de existir, estará estrictamente limitado a los deportes considerados como carentes de importancia militar.
3. La creación de cualquier nueva organización deportiva local exigirá la aprobación de las autoridades de ocupación aliadas locales. Las actividades de las nuevas organizaciones deportivas se harán bajo la supervisión de ésta misma autoridad y deberán estar centradas en la educación física de los jóvenes, la salud y la higiene y recreación a la exclusión del carácter militar.

La directiva también prohibió a las organizaciones deportivas emplear los antiguos nombres.
Las reglas enunciadas tenían la clara intención de evitar la formación de organizaciones en las que se fomentara el Nazismo. 

## Consecuencias de la Directiva n.º 23
La Directiva n.º 23 exigía por ejemplo que un jugador habitante de un distrito determinado, por ejemplo el "distrito de Alt-Treptow" en Berlín, no podía jugar para otro equipo que no fuera de ese distrito, aunque anteriormente estuviera afiliado a una organización localizada en otro distrito, más o menos cercano.
La Directiva n.º 23 también dio lugar a algunas situaciones absurdas. En algunos distritos se encontraban censados 6 portero pero ningún delantero, mientras que en otros distritos se producía al contrario. Estas fueron algunas de las primeras cosas que se autorizaron ya que los resultados de los partidos eran desproporcionados.
Por esta razón se empezaron a constituir los SG o Sportgruppe (otras veces llamados Sportgemeinschaft o Spielgemeinschaft). La Directiva n.º 23 se aplica a todo el territorio alemán, pero sus efectos son más visibles en Berlín, donde el número de clubes existentes antes, e incluso durante, la guerra era muy elevado. Cada barrio berlinés tenía su Sportgruppe y muchos distritos tuvieron que separarse en cuatro zonas geográficas (Norte, Sur, Este y Oeste).
Muchos de los clubes disueltos en la primavera de 1945 se reconstituyeron durante el otoño de ese mismo año con la forma de un SG. Recuperaron su antigua denominación, o una denominación parecida, en 1947 (algunos equipos solicitaron autorización en 1946). Ciertos equipos cambiaron su nombre, otros se fusionaron entre sí. Algunas denominaciones no se volvieron a usar jamás, especialmente en territorios que ya no formaban parte de Alemania como Silesia o la antigua Prusia Oriental, pero también en el corazón del país.
Además muchos Sportgruppe creados en 1945 recuperaron la herencia y las tradiciones de conjuntos disueltos por los nazis en 1933 (como fue el caso de casi todos los clubes que pertenecían a las ligas obreras, las cuales fueron prohibidas con la llegada de los nazis al poder).